# ميس بهشي الأوراق
ميس بهشي الأوراق (الاسم العلمي:Celtis ilicifolia) هو نوع نباتي يتبع جنس الميس من فصيلة القنبية.